# 固镇古城遗址
固镇古城遗址，位于中国河北省邯郸市武安市冶陶镇固镇村西北50米低凹处，时间为春秋至战汉代时期。1982年，被河北省公布省级文物保护单位，2013年5月，被国务院公布为第七批全国重点文物保护单位。
20世纪60年代，考古家在武安固镇发现了元代炼铁遗址，后来固镇铁矿投产开采，也发现古代采矿的工具和坑口，由于露天开采，缺乏文物保护意识当时没能保护下来。1979年，邯郸地区文物管理所对固镇汉代冶铁遗址进行了考古发掘。该遗址位于固镇村北，固镇古城东侧当地俗称“药葫芦地”的台地上。